# Benjamin Walker

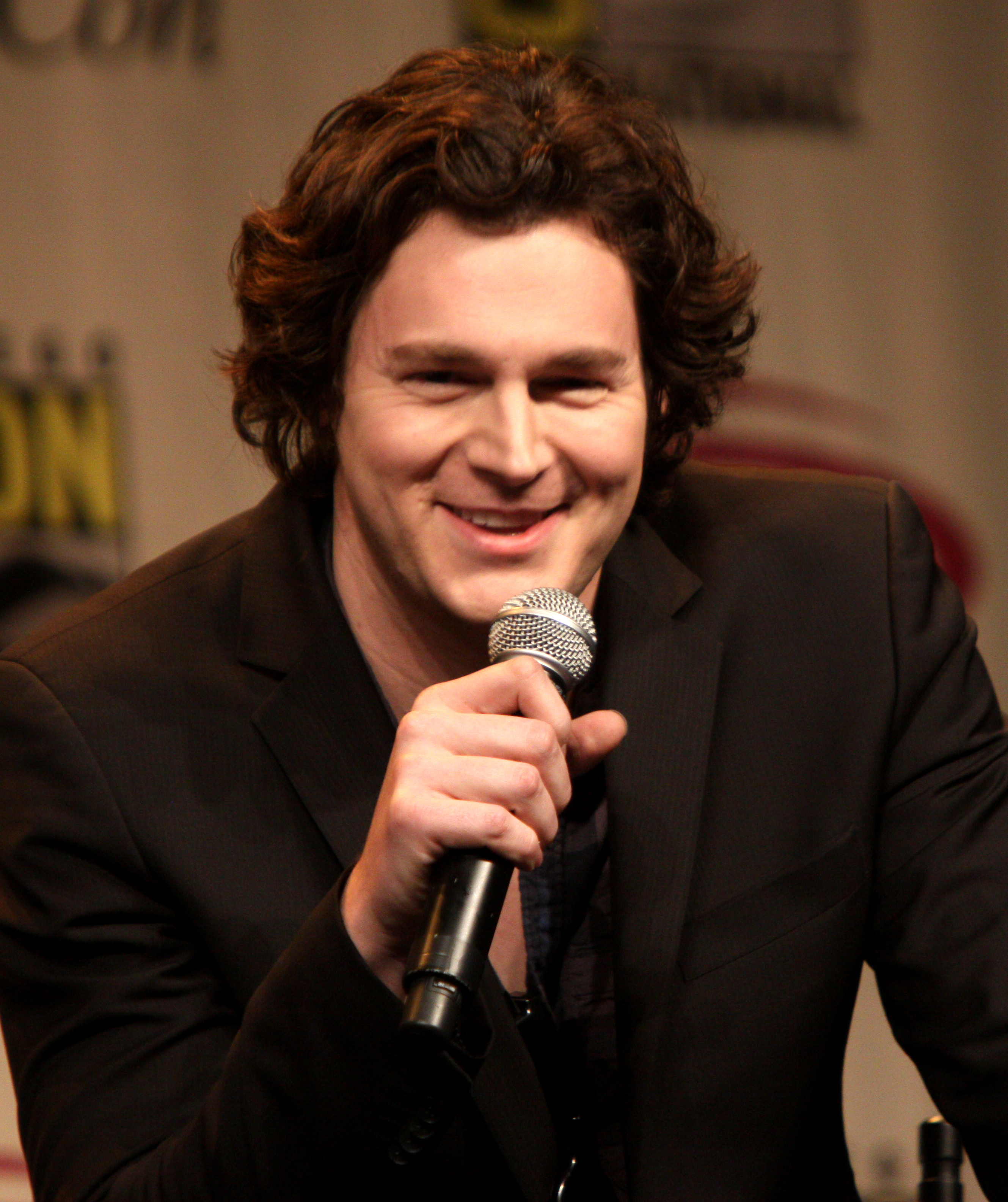
Walker em março de 2012

Benjamin Walker Scodelario-Davis (nascido Davis; 21 de junho de 1982)    é um ator e comediante norte-americano. Ele estrelou como Andrew Jackson no musical Bloody Bloody Andrew Jackson, que estreou na Broadway em 2010. Ele apareceu em várias produções da Broadway, principalmente como Patrick Bateman na adaptação musical de 2016 do romance American Psycho e como Chris Keller no revival de 2019 de All My Sons, pelo qual foi indicado ao Tony Award de Melhor Ator em Destaque. Na tela, ele é conhecido por seu papel-título no filme de 2012 Abraham Lincoln: Vampire Hunter, bem como suas aparições nos filmes Kinsey, Flags of Our Fathers e In the Heart of the Sea. Em 2019, ele estrelou como Erik Gelden na terceira e última temporada de Jessica Jones, da Marvel, da Netflix. Ele interpreta o rei elfo Gil-Galad na série da Amazon O Senhor Dos Anéis: Os Anéis do Poder.

## Filmografia
| Ano  | Título                                   | Papel                       | Notas         |
| ---- | ---------------------------------------- | --------------------------- | ------------- |
| 2004 | Kinsey                                   | Kinsey, 19 anos             |               |
| 2005 | A Notória Bettie Page                    | Jim                         |               |
| 2006 | Meus contos de fadas favoritos: Volume 2 |                             | Função de voz |
| 2006 | Meus contos de fadas favoritos: Volume 4 |                             | Função de voz |
| 2006 | Inconsciente                             | John Stradlater             |               |
| 2006 | Bandeiras de nossos pais                 | Bloco Harlon                |               |
| 2007 | Desperdiçado NYC                         | Billy                       | Filme curto   |
| 2007 | Dia de Todos os Santos                   | Mateus                      | Filme curto   |
| 2009 | Os meninos da guerra                     | Davi                        |               |
| 2010 | Treinador                                | Andy                        |               |
| 2011 | A batata quente                          | Danny                       |               |
| 2011 | Wolfe com um E                           | Atendente de loja de discos |               |
| 2012 | Abraham Lincoln Caçador de Vampiros      | Abraham Lincoln             |               |
| 2015 | No coração do mar                        | George Pollard, Jr.         |               |
| 2016 | A escolha                                | Travis Shaw                 |               |
| 2017 | Lago Cintilante                          | Zeke Sikes                  |               |
| 2019 | O amor é cego                            | Fazendeiro Smithson         |               |
| 2021 | A Estrada do Gelo                        | Varnay                      |               |
| 2022 | A filha do rei                           | Yves De La Croix            |               |

### Televisão
| Ano  | Título                                | Papel            | Notas                         |
| ---- | ------------------------------------- | ---------------- | ----------------------------- |
| 2006 | 3 libras                              | Nick Ross        | Episódio: "Parada do coração" |
| 2010 | Para o oeste!                         | Jesse Boone      | filme de TV                   |
| 2013 | O Missionário                         | Roy              | Piloto                        |
| 2013 | A maior luta de Muhammad Ali          | Kevin Connolly   | filme de TV                   |
| 2019 | Traidores                             | Jimmy Derby      | 2 episódios                   |
| 2019 | Jessica Jones                         | Erik Gelden      | 10 episódios                  |
| 2021 | A Ferrovia Subterrânea                | Terrance Randall | 2 episódios                   |
| 2022 | O Senhor dos Anéis: Os Anéis do Poder | Gil-galad        |                               |

## Créditos de teatro
| Ano     | Título                                     | Papel                 | Local                              | Notas                                 |
| ------- | ------------------------------------------ | --------------------- | ---------------------------------- | ------------------------------------- |
| 2005    | Fã de Lady Windermere                      | Cecil Graham          | Festival de Teatro de Williamstown |                                       |
| 2006    | Romeu e Julieta                            | Mercúcio              | Festival de Teatro de Williamstown |                                       |
| 2007    | Herdar o vento                             | Bertram Cates         | Teatro Liceu                       | Broadway                              |
| 2008    | <i id="mwAaM">Les Liaisons Dangereuses</i> | Le Chevalier D'Anceny | Teatro American Airlines           | Broadway                              |
| 2008–11 | Sangrento Sangrento Andrew Jackson         | Andrew Jackson        | Teatro Kirk Douglas                | Regional (estreia mundial)            |
| 2008–11 | Sangrento Sangrento Andrew Jackson         | Andrew Jackson        | O Teatro Público                   | Off-Broadway (encenação de concertos) |
| 2008–11 | Sangrento Sangrento Andrew Jackson         | Andrew Jackson        | O Teatro Público                   | Fora da Broadway                      |
| 2008–11 | Sangrento Sangrento Andrew Jackson         | Andrew Jackson        | Teatro Bernard B. Jacobs           | Broadway                              |
| 2012–13 | Gato em um telhado de zinco quente         | Tijolo                | Teatro Richard Rodgers             | Broadway                              |
| 2016    | <i id="mwAco">psicopata Americano</i>      | Patrick Bateman       | Teatro Gerald Schoenfeld           | Broadway                              |
| 2019    | Todos os meus filhos                       | Chris Keller          | Teatro American Airlines           | Broadway                              |